# Йорг Фідлер
Йорг Фідлер (нім. Jörg Fiedler, нар. 21 лютого 1978, Лейпциг, Німеччина) — німецький фехтувальник на шпагах, бронзовий призер Олімпійських ігор 2004 року, дворазовий чемпіон Європи.

## Виступи на Олімпіадах
| Олімпіада   | Дисципліна          | Місце |
| ----------- | ------------------- | ----- |
| Сідней 2000 | індивідуальна шпага | 18    |
| Сідней 2000 | командна шпага      | 5     |
| Афіни 2004  | індивідуальна шпага | 25    |
| Афіни 2004  | командна шпага      | 3     |
| Лондон 2012 | індивідуальна шпага | 8     |